# 碉房

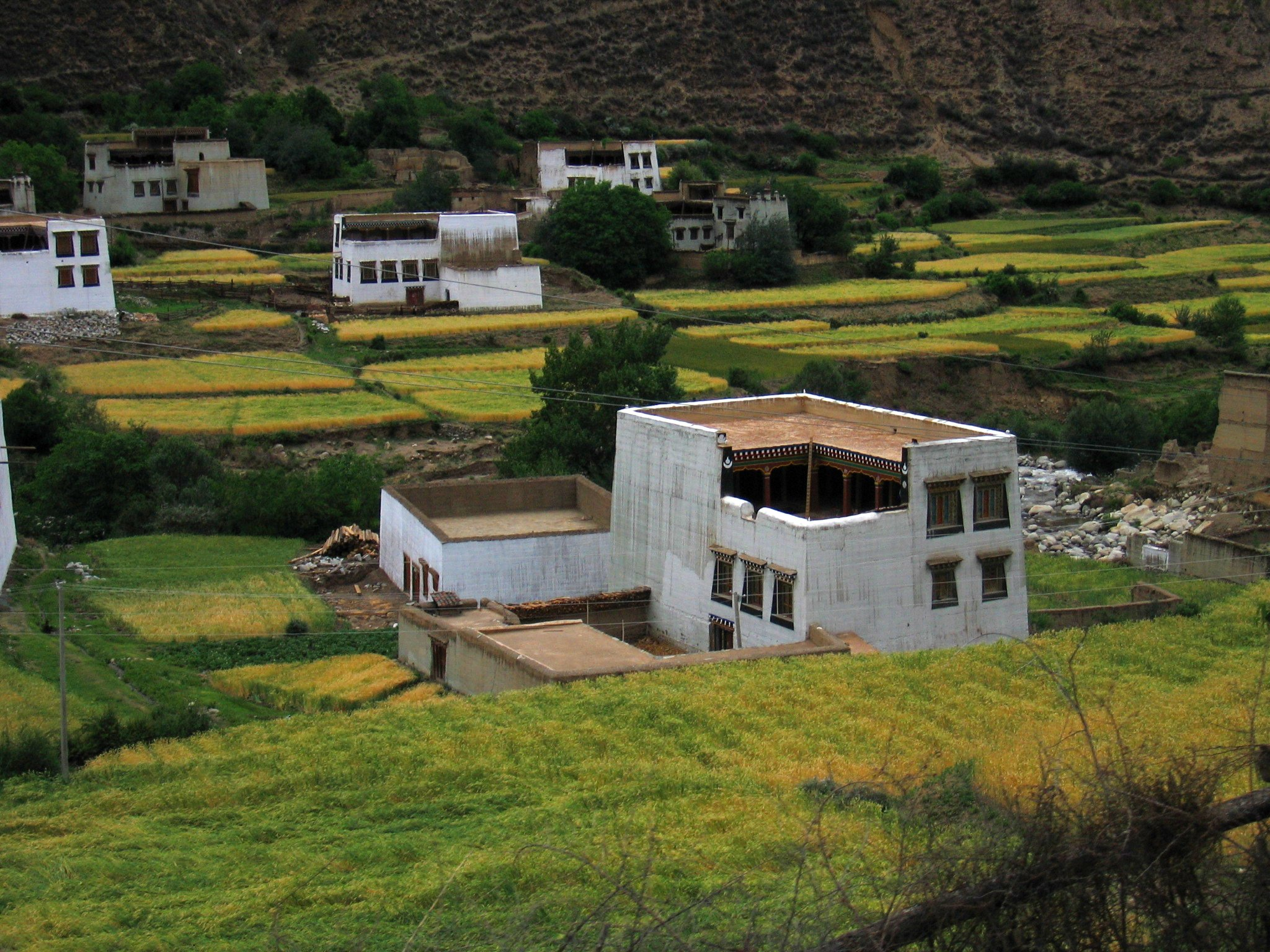
碉房

碉房，是西藏最常见的一种藏族居住场所，藏人稱之為「卡尔」或「宗卡尔」。
碉房的建筑为石、木结构，外形端庄稳固，风格古朴粗犷，外墙向上收缩，内坡仍为垂直。碉房民居一般有两层，第一层用于饲养家禽牲口，第二层由家人使用。房顶一般由木板代替瓦片，并用均匀大小的石头压住，以防止大风吹走木板。碉房的柱子一般是较粗的木料，有一种说法是柱子的粗细代表家庭的经济、政治地位。碉房也有多层的建筑，从上到下的楼层是以佛堂、家人、仓库到牲畜的順序进行居住安排的。
碉房在藏区除了建筑过程的修建、取材方便之外，也有非常强的实用性。碉房的墙壁多数采用石头堆砌、也有少数是使用土砖堆砌在内、石头堆砌在外的形式，冬天有较好的保暖效果。碉房从外观看有塔装的风格，在云南藏区没有在房顶堆放、晾晒农作物的习惯，远看风格较为粗犷。云南藏家的碉房建筑风格与茶马古道沿途中的碉房有少量细微的差别，例如在碉房墙角会堆有石块，与玛尼堆形状相同。在茶马古道上，藏家的碉房有平顶和尖顶两种形式。不同的地区碉房的建筑外形也有不同，但主要目的是为了适应当地的气候和环境。